# 张洁珣
张洁珣（1922年2月—2013年1月18日），祖籍河北霸县，出生于北京，中华人民共和国女性政治人物，曾任全国妇联第四届书记处书记、中国妇联国际活动委员会副主任、中国联合国协会理事，第六、七、八届全国政协委员。

## 生平
1922年生于北京，其姑母张秀岩为早期共产党员，在其影响下，张洁珣积极参加学生活动，在国立北平师范大学附属中学校学习期间，1936年暑假因参加抗日救亡运动被开除。
1938年加入中国共产党，后辗转在中共冀南区多地任职，负责宣传、教育及妇女工作。1949年2月至1961年4月，北京市妇联工作，历任组织联络部副部长、办公室主任、秘书长。1961年5月至1980年6月先后任全国妇联国际联络部副部长、部长，1980年7月至1998年12月任全国妇联书记处书记。
2013年1月18日，因病于北京逝世。